# Ботвинник Богдан Ігорович
Богда́н І́горович Ботви́нник — старший лейтенант Збройних сил України.
У мирний час частина лейтенанта Ботвинника базується в Житомирській області.
Станом на березень 2019 року — начальник розвідки — начальник відділення в/ч А0281.

## Нагороди
31 жовтня 2014 року за особисту мужність і героїзм, виявлені у захисті державного суверенітету та територіальної цілісності України, вірність військовій присязі під час російсько-української війни, відзначений — нагороджений орденом Богдана Хмельницького III ступеня.